# Wen Jia

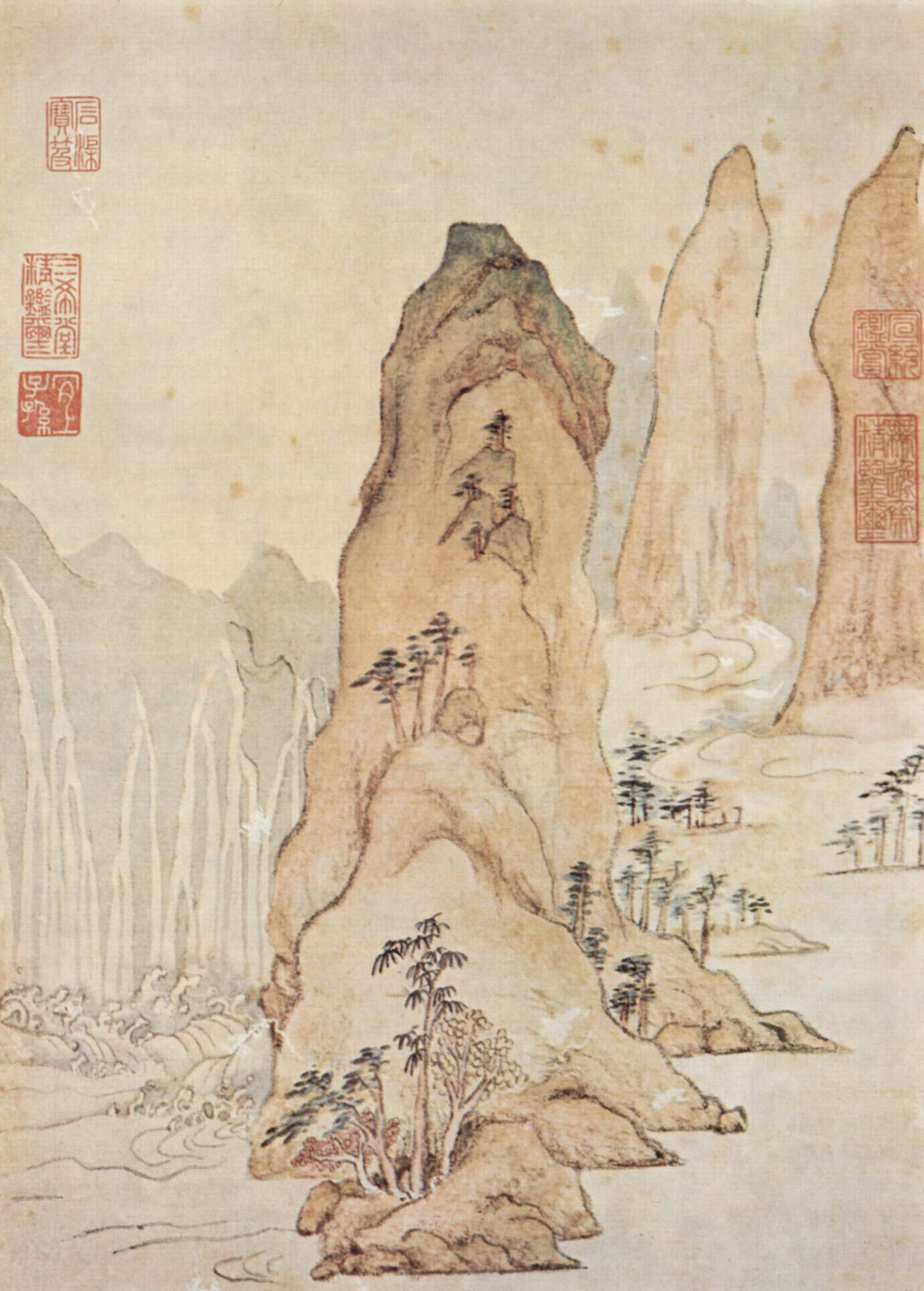
Paisatge amb l'esperit dels versos de Du Fu (Museu Nacional del Palau de Taipei)

Wen Jia (en xinès: 文嘉; en pinyin: Wénjiā), conegut també com a Xiu Cheng i Wen Shui, fou un pintor i poeta xinès que va viure sota la dinastia Ming. No se sap la data exacta del seu naixement de Wen que seria vers l'any 1501. Va morir el 1583. Era originari de la província de Jiangsu. La seva família comptava amb diversos pintors (el seu pare era Wen Zhengming, el seu germà, Wen Peng i Wen Boren, el seu cosí).
Va ser un destacat pintor de paisatges i flors que no a arribar al nivell artístic del seu pare. Va ser mestre en una escola i la seva dedicació com a pintor va ser tardana. Les seves obres es troben al Metropolitan Museum of Art de Nova York, al Museu d'Art d'Osaka, al Museu Guimet de París, al Museu Nacional del Palau de Taipei, al Museu del Palau de Pequín i al Museu de Xangai.